# Nickel(II)-salicylat
Nickel(II)-salicylat ist das Nickelsalz der Salicylsäure und gehört zur Gruppe der Salicylate.

## Gewinnung und Darstellung
Nickelsalicylat kann durch Salzbildungsreaktion aus Nickel(II)-hydroxid und Salicylsäure hergestellt werden.
{\displaystyle \mathrm {Ni(OH)_{2}+2\ C_{6}H_{4}(OH)(COOH)\longrightarrow } }{\displaystyle \mathrm {(C_{6}H_{4}(OH)(COO))_{2}Ni+2\ H_{2}O} }

## Eigenschaften
Nickelsalicylat kristallisiert als Tetrahydrat im monoklinen Kristallsystem in der Raumgruppe P21/n (Raumgruppen-Nr. 14, Stellung 2) mit den Gitterparametern a = 678,74 pm, b = 515,91 pm, c = 2313,30 pm und β = 90,928°. In der Elementarzelle befinden sich zwei Formeleinheiten.
Das Tetrahydrat gibt beim Erhitzen zwischen 25 und 105 °C sein Kristallwasser ab. Die Zersetzung endet bei 430 °C mit Nickel(II)-oxid als Endprodukt.